# Møre og Romsdal
La contea di Møre og Romsdal (Møre og Romsdal fylke in norvegese) è una contea norvegese situata nella zona centro occidentale del paese, sul mare di Norvegia. Confina con le contee di Trøndelag, Innlandet e Vestland.

## Informazioni generali
In norvegese "møre" denota una pianura delimitata dal mare.
La contea è tradizionalmente suddivisa in tre «paesi»: il Nordmøre al nord, il Romsdal al centro e il Sunnmøre al sud. Queste tre regioni traggono la loro specificità dalle relazioni che hanno con l'esterno: se per esempio sono sempre forti i legami tra il Nordmøre e il Trøndelag, accade lo stesso per il Romsdal e l'Innlandet così come per il Sunnmøre e il Vestland. Ciò si traduce nell'esistenza di dialetti molto differenti tra le varie zone della contea.
La capitale è Molde. Ålesund però è la città più grande e economicamente più importante. Altre città importanti sono Kristiansund e Ørsta/ Volda. Dal punto di vista geografico, il Møre og Romsdal è inciso da numerosi fiordi molto profondi, e conta numerose isole abitate. La contea deve gran parte della sua prosperità al traffico marittimo, l'industria leggera, la pesca e l'acquacoltura. La principale compagnia di traghetti, la Møre og Romsdal Fylkesbåtar (Fjord1 MRF), esiste dal 1921.

## Comuni
La contea di Møre og Romsdal è suddivisa nei seguenti comuni (Kommuner):
- Aukra
- Aure
- Averøy
- Fjord
- Giske
- Gjemnes
- Hareid
- Herøy
- Hustadvika
- Kristiansund
- Molde
- Rauma
- Sande
- Smøla
- Stranda
- Sula
- Sunndal
- Surnadal
- Sykkylven
- Tingvoll
- Ulstein
- Vanylven
- Vestnes
- Volda
- Ørsta
- Ålesund